# Rafael Perrone
Rafael Perrone (São Paulo, 1 de abril de 1883 — Jacareí, 29 de agosto de 1959) foi um dos fundadores do Sport Club Corinthians Paulista.

## História
Filho de imigrantes italianos, trabalhava como sapateiro. Na sua cidade natal conheceu os companheiros com quem posteriormente fundaria o Sport Club Corinthians Paulista.
Ele amava futebol e jogava como zagueiro no  Botafogo da várzea do Bom Retiro, clube que cedeu muitos dos primeiros jogadores e ídolos do Corinthians como Neco, Amílcar Barbuy, Francisco Police, Fulvio Benti, Casimiro González, César Nunes, Davi, João Pizzocaro, José Aparício Delgado, Rafael Aparício Delgado e Sebastião.
Em 1910, as notícias sobre a excursão do Corinthian Football Club, da Inglaterra, que em seis jogos marcou 38 gols, impressionou o público paulistano. A força do Corinthian Football Club incentivou um grupo de operários e imigrantes a iniciar a fundação de um clube de futebol com o mesmo nome em São Paulo. Foi assim que (resumidamente) Rafael Perrone, Joaquim Ambrosio, Anselmo Correia, Carlos da Silva e  Antônio Pereira fundaram o Sport Club Corinthians Paulista. O clube ainda contou com o fundamental apoio de mais oito pessoas (consideradas sócios-fundadores do Corinthians): Miguel Battaglia (1º. presidente), Alexandre Magnani (2º. presidente), Salvador Lapomo, Antonio Vizzone, Emilio Lotito, Antônio Nunes, César Nunes e Jorge Campbell.
Além de fundador jogou e foi capitão do Corinthians em onze oportunidades e participou de nove vitórias, um empate e duas derrotas. Ele também  participou do primeiro jogo da história do clube: União da Lapa 1 a 0 Corinthians.
Depois, foi treinador da equipe. Sua carteirinha está marcada com o número 3, de sócio-fundador. Sua esposa, Antônia Perrone, foi quem bordou o primeiro escudo do Corinthians nas camisas, em 1913, para o clube poder ingressar na Liga Paulista.
Na década de 1940, foi para Jacareí trabalhar como motorista numa instituição de saúde que amparava leprosos e ficou lá até morrer, aos 76 anos. No município do Vale do Paraíba constituiu família, tendo dez filhos, sendo três da primeira esposa e sete da segunda. 